# Rochester (Wisconsin)
Pour les articles homonymes, voir Rochester.
Rochester est un village du comté de Racine, dans l'État du Wisconsin, aux États-Unis. En 2020, il comptait une population de 3 785 habitants.